# Josep Maria Vehí i Ros
Josep Maria Vehí i Ros fou un polític català, diputat a les Corts Espanyoles durant el regnat d'Isabel II d'Espanya i durant la restauració borbònica.
La seva família era relacionada amb els posseïdors de la masia fortificada de Can Borrull. De 1863 a 1865 fou diputat a les Corts Espanyoles pel districte de La Bisbal d'Empordà. Durant la restauració borbònica fou elegit diputat del Partit Conservador pel districte de La Bisbal d'Empordà a les eleccions generals espanyoles de 1876 i pel districte de Girona a les eleccions generals espanyoles de 1884. Posteriorment fou escollit senador per la província de Girona en 1879-1880 i 1880-1881. També va ser diverses vegades diputat de la Diputació de Girona.